# Mabolwe
Mabolwe est une ville du Botswana.